# Спенсерпорт (Нью-Йорк)
Спенсерпорт (англ. Spencerport) — селище (англ. village) в США, в окрузі Монро штату Нью-Йорк. Населення — 3685 осіб (2020).

## Географія
Спенсерпорт розташований за координатами 43°11′18″ пн. ш. 77°48′27″ зх. д. / 43.18833° пн. ш. 77.80750° зх. д. (43.188380, -77.807434).  За даними Бюро перепису населення США в 2010 році селище мало площу 3,55 км², з яких 3,46 км² — суходіл та 0,08 км² — водойми.

## Демографія
Згідно з переписом 2010 року, у селищі мешкала 3601 особа в 1474 домогосподарствах у складі 1015 родин. Густота населення становила 1015 осіб/км².  Було 1535 помешкань (433/км²).
Расовий склад населення:
| - 95,3 % — білих - 1,7 % — чорних або афроамериканців - 0,6 % — азіатів - 0,3 % — корінних американців |

До двох чи більше рас належало 1,6 %. Частка іспаномовних становила 3,0 % від усіх жителів.
За віковим діапазоном населення розподілялося таким чином: 22,0 % — особи молодші 18 років, 64,2 % — особи у віці 18—64 років, 13,8 % — особи у віці 65 років та старші. Медіана віку мешканця становила 41,0 року. На 100 осіб жіночої статі у селищі припадало 91,0 чоловіків;  на 100 жінок у віці від 18 років та старших — 89,7 чоловіків також старших 18 років.
Середній дохід на одне домашнє господарство  становив 77 424 долари США (медіана — 62 708), а середній дохід на одну сім'ю — 92 487 доларів (медіана — 92 045). Медіана доходів становила 56 492 долари для чоловіків та 40 694 долари для жінок. За межею бідності перебувало 7,5 % осіб, у тому числі 7,9 % дітей у віці до 18 років та 5,4 % осіб у віці 65 років та старших.
Цивільне працевлаштоване населення становило 2063 особи. Основні галузі зайнятості: освіта, охорона здоров'я та соціальна допомога — 33,0 %, виробництво — 15,9 %, фінанси, страхування та нерухомість — 10,1 %, роздрібна торгівля — 7,6 %.